# I Got a Boy (노래)
《I Got a Boy》는 소녀시대의 4집 정규 음반의 타이틀 곡이다. 2013년 1월 1일에 발표하였다.

## 차트
| 차트                        | 최고순위 |
| --------------------------- | -------- |
| 가온 주간 앨범 차트         | 1        |
| 미국 빌보드 월드 앨범       | 1        |
| 미국 빌보드 히트시커츠 앨범 | 2        |
| 미국 빌보드 인디팬던티 앨범 | 23       |
| 음악 프로그램               | 순위     |
| M! Countdown                | 1        |
| 뮤직뱅크 K-차트             | 1        |

## 참조
1. ↑  “가온 검색 - 소녀시대”. 가온. 2013년 1월 5일.